# Bjarne Jullum
Bjarne Jullum, född 25 juni 1894, död 22 september 1973, var en norsk journalist.
Bjarne Jullum kom tidigt med i arbetarrörelsen i sin födelseort Bodø, hade olika förtroendeuppdrag, blev faktor i Nordlandske socialdemokraten 1914, redaktionssekreterare i Bratsberg-demokraten samma år, var medarbetare i Arbeiderbladet 1919–1923 och sedan 1928. Han var 1923–1926 medarbetare i Norges kommunistblad. Jullum hade en rad uppdrag för norsk arbetarrrörelse och var från 1946 vice ordförande i Norges kooperative landsforenings styrelse.